# Condado de Añover de Tormes
El condado de Añover de Tormes es un título nobiliario español, concedido por el rey Felipe III por real cédula de 1602 y real despacho, durante el reinado de Felipe IV, expedido el 10 de abril de 1621, a favor de Juan Niño de Guevara, caballero de la Orden de Calatrava, mayordomo y sumiller de la gobernadora de los Países Bajos, Isabel Clara Eugenia de Austria, y capitán de guardias del gobernador general.

## Condes de Añover de Tormes
|                                      | Titular                                        | Periodo                              |
| Creado en 1602 por el rey Felipe III | Creado en 1602 por el rey Felipe III           | Creado en 1602 por el rey Felipe III |
| ------------------------------------ | ---------------------------------------------- | ------------------------------------ |
| I                                    | Juan Niño de Guevara                           | 1602-1607                            |
| II                                   | Rodrigo Niño Lasso de la Vega                  | 1609-1620                            |
| III                                  | Luis Lasso de la Vega                          | 1620-1632                            |
| IV                                   | Pedro Lasso de la Vega                         | 1632-1699                            |
| V                                    | Joaquín Lasso de la Vega                       | 1699-1709                            |
| VI                                   | Francisca Lasso de la Vega                     | 1709-1711                            |
| VII                                  | Josefa Joaquina Lasso de la Vega               | 1711-1738                            |
| VIII                                 | Sebastián Guzmán de Spínola                    | 1738-1757                            |
| IX                                   | José María de Guzmán y Guevara                 | 1757-1781                            |
| X                                    | Diego Ventura de Guzmán y Fernández de Córdoba | 1781-1805                            |
| XI                                   | Diego Isidro de Guzmán y de la Cerda           | 1805-1849                            |
| XII                                  | María Magdalena Juliana de Guzmán y Caballero  | 1849-1880                            |
| XIII                                 | Juan Bautista del Alcázar y Roca de Togores    | ¿?-1936                              |
| XIV                                  | Diego del Alcázar y Caro                       | 1936/1950-1994                       |
| XV                                   | José del Alcázar y Silvela                     | 1996-2013                            |
| XVI                                  | José del Alcázar y Gil-Casares                 | 2013-actual titular                  |

## Historia de los condes de Añover de Tormes
- Juan Niño de Guevara (c. 1540-Sevilla, 1607), I conde de Añover de Tormes,[2] y comendador de Mohernando en la Orden de Calatrava, mayordomo y sumiller de la gobernadora de los Países Bajos, Isabel Clara Eugenia de Austria, y capitán de guardias del gobernador general.[1] Era hijo de Rodrigo Niño, embajador en Venecia, regidor de Toledo y comendador de Lorquí, y de Teresa de Guevara, y hermano de Fernando Niño de Guevara, cardenal, arzobispo de Sevilla e inquisidor general, y de Aldonza Niño de Guevara, casada con Garcilaso de la Vega y Guzmán[3] El 21 de marzo de 1604 otorgó testamento que fue abierto el 2 de enero de 1607.[4]

Casó en primeras nupcias con Catalina de Espinosa y en segundas, en 1600, con María de Mendoza Bracamonte, hija del IX señor de Fuente el Sol, Mosén Rubí de Bracamonte, corregidor de Madrid. Sin descendencia, le sucedió, en mayo de 1609, su sobrino, hijo de su hermana Aldonza Niño de Guevara y de Garcilaso de la Vega y Guzmán, señor de Los Arcos, Batres y Cuerva.
- Rodrigo Niño Lasso de la Vega (m. Bruselas, 5 de noviembre de 1620), II conde de Añover de Tormes,[8] militar y miembro del Consejo de Guerra del rey Felipe III así como hombre de confianza del archiduque Alberto de Austria y de su esposa Isabel Clara Eugenia.[9] Otorgó testamento, en Mariemont, el 22 de septiembre de 1620.[4] Tuvo solamente una hija ilegítima.[10]

Le sucedió su sobrino, hijo de su hermano Pedro Lasso de la Vega, I conde de los Arcos y de su esposa Mariana de Mendoza, hija de Juan de Mendoza Rojas y Guzmán, III conde de Orgaz, y de Leonor de Mendoza.
- Luis Lasso de la Vega (1597-11 de marzo de 1632), III conde de Añover de Tormes.[11]

Casó con María Pacheco y Aragón, hija mayor de Juan Pacheco e Isabel de Aragón y Mendoza, condes de la Puebla de Montalbán. Contrajo un segundo matrimonio con María de Aragón y Mendoza. Sucedió su hijo del primer matrimonio:
- Pedro Lasso de la Vega (1622-12 de septiembre de 1699), IV conde de Añover de Tormes[12] y II conde de los Arcos.[13]

Caso en primeras nupcias con María de Mendoza Bracamonte. Contrajo un segundo matrimonio, el 15 de junio de 1644, con Inés Dávila y Guzmán, hija segunda de Francisco Dávila Guzmán, V marqués de Loriana, y de su mujer, Francisca de Ulloa. Sucedió su hijo del segundo matrimonio:
- Joaquín Lasso de la Vega (1667-10 de febrero de 1709), V conde de Añover de Tormes,[12] III conde de los Arcos, grande de España,[13] caballero de la Orden de Alcántara y gentilhombre de cámara del rey Carlos II.

Casó en primeras nupcias, el 31 de mayo de 1693, con María Antonia Sarmiento y Velasco, hija de José Sarmiento, III marqués del Sobroso y de María Victoria de Velasco, su mujer, hermana de José Fernández de Velasco y Tovar, VIII condestable de Castilla. Casó en segundas nupcias, el 28 de agosto de 1702, con Isabel de Guzmán y Spínola. Sin descendencia de sus matrimonios, le sucedió su hermana:
- Francisca Lasso de la Vega (m. 7 de junio de 1711), VI condesa de Añover de Tormes[12] y IV condesa de los Arcos, grande de España.[13]

Casó en 1710 con Juan Antonio Fernández de Heredia, XII conde de Fuentes, grande de Aragón, II marqués de Mora de Rubielos.  Sin descendencia, sucedió su hermana:
- Josefa Joaquina Lasso de la Vega  (m. 26 de octubre de 1738), VII condesa de Añover de Tormes y V condesa de los Arcos, grande de España.[13]

Casó en primeras nupcias, en 1711, con Jaime de Silva Híjar. Contrajo un segundo matrimonio en 1722 con Vicente de Guzmán y Spínola. Sin descendencia, sucedió un pariente de una rama colateral:
- Sebastián Guzmán de Spínola (1683-1757), VIII conde de Añover de Tormes, VI conde de los Arcos,[13] V marqués de Montealegre,[15] dos veces grande de España, V marqués de Quintana del Marco, y VI condado de Castronuevo.[16] Era cuarto nieto de Teresa Lasso de la Vega, señora de Villaumbrosa y hermana del primer conde de los Arcos.

Casó, el 18 de noviembre de 1708, con Melchora de la Trinidad Vélez de Guevara (m. 13 de septiembre de 1727), XII condesa de Oñate, III marquesa de Guevara y III condesa de Campo Real. Le sucedió su hijo:
- José María de Guzmán y Guevara (Madrid, 22 de septiembre de 1709-19 de septiembre de 1781), IX conde de Añover de Tormes,[16] VII conde de los Arcos,[13] XIII conde de Oñate, VI marqués de Montealegre,[15] IV marqués de Guevara, VI marqués de Quintana del Marco, VIII conde de Villamediana, IV conde de Campo Real (II), VII conde de Castronuevo, caballero del Toisón de Oro, Gran Cruz de Carlos III, correo mayor de España, caballero de la Orden de San Jenaro, gentilhombre de cámara con ejercicio, sumiller de corps, mayordomo mayor de las reinas María Bárbara de Portugal y María Amalia de Sajonia.[16]

Casó en primeras nupcias el 10 de agosto de 1728 con María Felicia Fernández de Córdoba-Figueroa y Spínola de la Cerda, hija de Nicolás Fernández de Córdoba y de la Cerda, X duque de Medinaceli etc., y su esposa Jerónima Spínola de la Cerda. Casó en segundas nupcias el 21 de septiembre de 1748 con Ventura Francisca Fernández de Córdoba Folch de Cardona Requesens y de Aragón (1712-1768), XI duquesa de Sessa, IX duquesa de Baena, X duquesa de Soma, XV condesa de Cabra etc. Le sucedió un hijo de su primer matrimonio:
- Diego Ventura de Guzmán y Fernández de Córdoba (Madrid, 11 de noviembre de 1738-8 de julio de 1805), X conde de Añover de Tormes, VIII conde de los Arcos,[13] XIV conde de Oñate, XVII marqués de Aguilar de Campoo, XXI conde de Castañeda, VII marqués de Montealegre,[15] V marqués de Guevara, V conde de Campo Real (II), VII marqués de Quintana del Marco, IX conde de Villamediana, VIII conde de Castronuevo, XV canciller mayor (honorario) de Castilla, mayordomo mayor y gentilhombre de cámara del rey con ejercicio y servidumbre, caballero del Toisón de Oro, Gran Cruz de Carlos III, correo mayor de España.[17]

Casó el 10 de octubre de 1756 con su prima María Isidra de la Cerda y Guzmán (1742-1811), camarera mayor de palacio. Le sucedió su hijo:
- Diego Isidro de Guzmán y de la Cerda (1776-Madrid, 12 de diciembre de 1849), XI conde de Añover de Tormes, IX conde de los Arcos,[13] XV conde de Oñate, XX duque de Nájera, XVIII marqués de Aguilar de Campoo, VIII marqués de Montealegre,[15] XV conde de Paredes de Nava, VI marqués de Guevara, VIII marqués de Quintana del Marco, XXIV conde de Treviño, XXIII conde de Valencia de don Juan, X conde de Villamediana, XXII conde de Castañeda,IX conde de Castronuevo, VI conde de Campo Real (II), caballero del Toisón de Oro, gentilhombre de cámara del rey con ejercicio y servidumbre, Gran Cruz de Carlos III.[19]

Casó en primeras nupcias el 1 de agosto de 1795, en Valencia, con María del Pilar de la Cerda y Marín de Resende, hija de José María de la Cerda y Cernecio, conde de Parcent, y su esposa María del Carmen Antonia Marín de Resende Fernández de Heredia, condesa de Bureta. Casó en segundas nupcias el 7 de febrero de 1814 con María Magdalena Tecla Caballero y Terreros (1780-1865), dama de la reina y de la Orden de María Luisa, hija de Juan Fernández Caballero, director general de correos, y su esposa Juliana de Terreros. Sucedió su hija de su segundo matrimonio:
- María Magdalena Juliana de Guzmán y Caballero, XII condesa de Añover de Tormes.[20]

Sin descendencia, sucedió su sobrino nieto, hijo de Diego del Alcázar y Guzmán, V conde de los Acevedos, VII marqués de Peñafuente, XII conde de Villamediana, V conde del Sacro Romano Imperio  y II vizconde de Tuy, —hijo de Serapio del Alcázar y Vera de Aragón, VI marqués de Peñafuente y X conde de Crecente, y de María del Carmen Guzmán y Caballero, XII condesa de Villamediana y dama de la Real Orden de las Damas Nobles de la Reina María Luisa, hermana de la XII condesa de Añover de Tormes—, y de su esposa Carmen Roca de Togores y Aguirre-Solarte.
- Juan Bautista del Alcázar y Roca de Togores (Madrid, 5 de junio de 1885-24 de junio de 1936), XIII conde de Añover de Tormes[20] y caballero de la Orden de Alcántara.

Soltero sin descendencia, sucedió su sobrino, hijo de su hermano Diego del Alcázar y Roca de Togores (18 de septiembre de 1882-31 de julio de 1964), XIV conde de Villamediana y VIII marqués de Peñafuente, y de su esposa, María de la Piedad Caro y Martínez de Irujo, VIII marquesa de la Romana, I duquesa de Santo Buono, grande de España.
- Diego del Alcázar y Caro (Madrid, 7 de octubre de 1922-Madrid, 28 de octubre de 1994), XIV conde de Añover de Tormes,[22][23] IX marqués de la Romana, grande de España, IX marqué de Peñafuente, XIII conde de Villamediana y VII conde del Sacro Romano Imperio, ministro plenipotenciario de primera clase y caballero de la Orden de Malta.

Casó en Madrid (San Jerónimo el Real), el 26 de noviembre de 1949, con María Teresa Silvela y Jiménez-Arena (1925-1991). Sucedió su hijo en 1996:
- José del Alcázar y Silvela (Ávila, 15 de junio de 1953-Sacedón, 16 de octubre de 2014[24]), XV conde de Añover de Tormes.[21][25] Falleció en un accidente de moto.

Casó el 14 de octubre de 1976, en Madrid, con María Asunción Gil-Casares y Trigo. Sucedió su hijo en 2013:
- José del Alcázar y Gil-Casares (n. Madrid, 16 de febrero de 1978), XVI conde de Añover de Tormes.[26]